# Coppa Italia 1970 (pallacanestro femminile)
La Coppa Italia 1970 fu la prima Coppa Italia di pallacanestro femminile e si tenne a Pisa il 4 e 5 aprile 1970.
Vi hanno preso parte le squadre Pepsi Treviso, Standa Milano, A.S. Vicenza e CUS Cagliari.
Nel CUS Cagliari militava la nota cantante dell'epoca Marisa Sannia, che il 25 gennaio 1970 giocò a Messina nel quarto di finale della competizione fra la squadra locale (Drago Messina) e la compagine sarda.
Ha vinto il torneo la squadra di Pall. Treviso, sponsorizzata Pepsi.

## Risultati
|  | Semifinali | Semifinali    | Semifinali    |               |    | Finale          | Finale       | Finale |  |
|  |            |               |               |               |    |                 |              |        |  |
|  |            |               |               |               |    |                 |              |        |  |
|  |            |               |               |               |    |                 |              |        |  |
|  |            |               |               |               |    |                 |              |        |  |
|  |            | Pepsi Treviso | Pepsi Treviso | 47            |    |                 |              |        |  |
|  |            |               |               | 47            |    |                 |              |        |  |
|  |            |               | Standa Milano | Standa Milano | 45 |                 |              |        |  |
|  |            |               | Standa Milano | Standa Milano | 45 |                 |              |        |  |
|  |            |               |               |               |    |                 |              |        |  |
|  |            |               |               |               |    | Finale 3º posto |              |        |  |
|  |            |               |               |               |    |                 |              |        |  |
|  |            |               |               |               |    |                 |              |        |  |
|  |            |               |               |               |    | A.S. Vicenza    | A.S. Vicenza | 66     |  |
|  |            |               |               |               |    | A.S. Vicenza    | A.S. Vicenza | 66     |  |
|  |            |               |               |               |    | CUS Cagliari    | CUS Cagliari | 39     |  |